# Петер, Рожа
Ро́жа Пе́тер (венг. Péter Rózsa, настоящая фамилия Политцер (венг. Politzer); 17 февраля 1905 — 16 февраля 1977) — венгерский математик и логик. Автор теории рекурсивных функций.

## Биография
Родилась в Будапеште, в еврейской семье. Образование получила в Университете Пазмани Петера (ныне Будапештский университет). Изначально изучала курс химии, однако позже стала интересоваться математикой. Ученица Липот Фейера. После окончания университета в 1927 году, получив квалификацию учителя математики, не могла найти постоянную работу вследствие событий Великой депрессии, и потому начала заниматься репетиторством, одновременно училась в аспирантуре.

## Исследовательская работа
В аспирантуре Петер занималась исследованием теории чисел. Сначала Петер начала свое аспирантское исследование по теории чисел. Обнаружив, что её результаты уже были доказаны работами Роберта Кармайкла и Л. Э. Диксона, она оставила математику, чтобы сосредоточиться на поэзии. Однако она была убеждена вернуться к математике своим другом Ласло Калмаром, который предложил ей исследовать работу Курта Гёделя по теории неполноты.
Петер представила результаты своей работы по рекурсивной теории «Рекурсивный функционал» на Международном конгрессе математиков в Цюрихе, Швейцария, в 1932 году. В 1936 году она представила доклад под названием «Über rekursive Funktionen der zweiten Stufe»" на Международном конгрессе математиков в Осло. Эти работы помогли основать современную область теории рекурсивных функций как отдельную область математических исследований.
В 1937 году она была назначена ответственным редактором журнала «Символическая логика». С окончанием войны в 1945 году Петер получила свое первое место преподавателя на полный рабочий день в Будапештском педагогическом колледже. В 1952 году она стала первой венгерской женщиной, получившей учёную степень доктора математики. После закрытия колледжа в 1955 году она преподавала в Университете Этвеша Лоранда до самой своей отставки в 1975 году.
Начиная с середины 1950-х годов Петер применила теорию рекурсивных функций к компьютерам. Написала свою последнюю книгу, которая была опубликованная в 1976 году, под названием "Rekursive Funktionen in der Komputer-Theorie " («Рекурсивные функции в теории компьютеров»). Первоначально она была издана на венгерском языке и стала второй венгерской книгой по математике, опубликованной в Советском Союзе, поскольку её содержание считалось необходимым для теории компьютеров. Книгу перевели на английский язык в 1981 году.

## Награды
- 1951 год — премии Кошута
- 1953 год — премия имени Манобеке математического общества имени Яноша Боляя
- 1970 год — Серебряная государственная премия
- 1973 год — Золотая Государственная премия, первая женщина, избранная в Венгерскую академию наук.